# Bouchavesnes-Bergen
Bouchavesnes-Bergen település Franciaországban, Somme megyében. Lakosainak száma 287 fő (2022. január 1.). Bouchavesnes-Bergen Sailly-Saillisel, Allaines, Cléry-sur-Somme, Mesnil-en-Arrouaise, Moislains és Rancourt községekkel határos.

## Népesség
A település népességének változása:
| Lakosok száma | 339  | 312  | 302  | 291  | 287  | 282  | 284  | 285  | 287  |
|               | 2013 | 2015 | 2016 | 2017 | 2018 | 2019 | 2020 | 2021 | 2022 |